# Soyuz MS-15
Soyuz MS-15 es un vuelo espacial de la nave Soyuz lanzado el 25 de septiembre de 2019.
MS-15 es el vuelo número 143 de una nave espacial Soyuz tripulada. Fue el último vuelo del lanzador Soyuz-FG antes de su reemplazo por el  Soyuz-2.1a en el papel de vuelo espacial tripulado. Estuvo acoplada a la ISS, realizando su regreso el 17 de abril de 2020, después de la llegada de la Soyuz MS-16 el 9 de abril del 20 a la estación.

## Tripulación
Transportó a dos miembros de la tripulación de la Expedición 61/62, el cosmonauta, Oleg Skripochka y a la astronauta Jessica Meir a la Estación Espacial Internacional. Además llevó al primer astronauta emiratí de la historia que permaneció 8 días en la Estación y regresó en la Soyuz MS-12 el 3 de octubre de 2019 en una colaboración internacional en la misión Expedición visitante EP-19 de la agencia Roscosmos con la agencia MBRSC. Su asiento en el regreso fue ocupado por otro astronauta de la NASA, Andrew R. Morgan que había volado anteriormente en la Soyuz MS-13 y permaneció en la Estación desde el 20 de julio de 2019, en una misión de larga duración de la NASA de 272 días durante las Expediciones 60/61/62.
| Puesto               | Tripulación de despegue                              | Tripulación de aterrizaje                              |
| -------------------- | ---------------------------------------------------- | ------------------------------------------------------ |
| Comandante           | Oleg Skripochka, RSA Expedición 61/62 Tercer vuelo   | Oleg Skripochka, RSA Expedición 61/62 Tercer vuelo     |
| Ingeniero de vuelo 1 | Jessica Meir, NASA Expedición 61/62 Primer vuelo     | Jessica Meir, NASA Expedición 61/62 Primer vuelo       |
| Ingeniero de vuelo 2 | Hazza Al Mansouri, MBRSC colaborador 61 Primer vuelo | Andrew Morgan, NASA Expediciones 60/61/62 Primer vuelo |

### Tripulación de reserva
| Comandante           | Sergey Ryzhikov, RSA    |
| Ingeniero de vuelo 2 | Thomas Marshburn, NASA  |
| Ingeniero de vuelo 3 | Sultan Al Neyedi, MBRSC |